# Grive cataponère
Cataponera turdoides
Genre
Espèce
Statut de conservation UICN

 LC  : Préoccupation mineure
La Grive cataponère (Cataponera turdoides) est une espèce de passereaux de la famille des Turdidae.
Cet oiseau est endémique de l'île de Célèbes.